# المدرسة العصفورية
المدرسة العصفورية : هي إحدى مدارس مدينة تونس، وقد أنشئت خلال العهد الحفصي، وتعتبر من المعالم التاريخية للمدينة العتيقة.

## موقعها
تقع المدرسة العصفورية بزنقة سوق العطارين، بين كل من المدرسة الخلدونية والمدرسة الحمزية، بما يشكل مركبا تعليميا مكملا وتابعا لجامع الزيتونة الذي لا يبعد إلا بضعة أمتار.

## تأسيسها

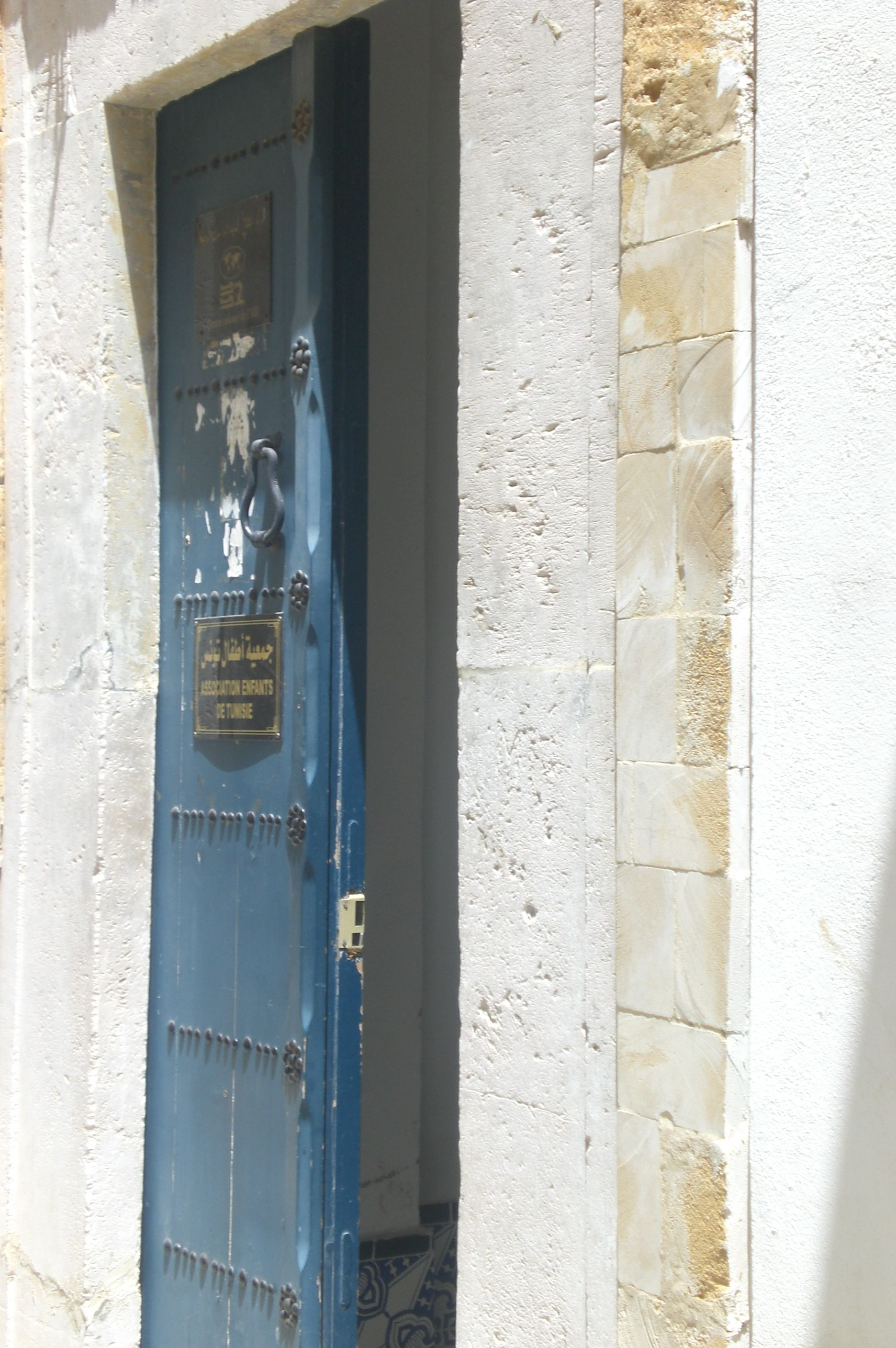
باب المدرسة العصفورية

يعود تأسيس المدرسة العصفورية إلى العهد الحفصي إلى جانب مدارس أخرى من بينها المدرسة الشماعية والمدرسة التوفيقية والمدرسة المنتصرية والمدرسة العنقية. وتنسب هذه المدرسة إلى أبي الحسن علي بن موسى الحضرمي المعروف بابن عصفور الإشبيلي، وهو نحوي أصيل مدينة أشبيلية الأندلسية، وله تآليف منها المغرب والممتع في التصريف، وقد توفي عام 699هـ / 1342م، وربما تنسب إليه لأنه كان يدرّس بها. وهناك من يذكر بأن هذه المدرسة كانت منزلا للإمام ابن عبد السلام المتوفى عام 1348م، غير أن المرجح أن منزل هذا الإمام هو الذي احتضن في نهاية القرن التاسع عشر المدرسة الخلدونية. وعلى أي حال فإن كلا من المدرسة الخلدونية والمدرسة العصفورية لهما حاليا مدخلان مستقلان عن بعضهما.

## من مشائخها
من الذين درّسوا بالمدرسة العصفورية بالإضافة إلى النحوي علي بن عصفور الأشبيلي، نجد في العصر الحديث كلا من الشيخ صالح الشريف قبل أن يهاجر إلى الآستانة ثم يستقر في دمشق، والشاعر محمد الطاهر بطيخ  الذي عمل كذلك موظفا وعدلا كما درّس في جامع الزيتونة.

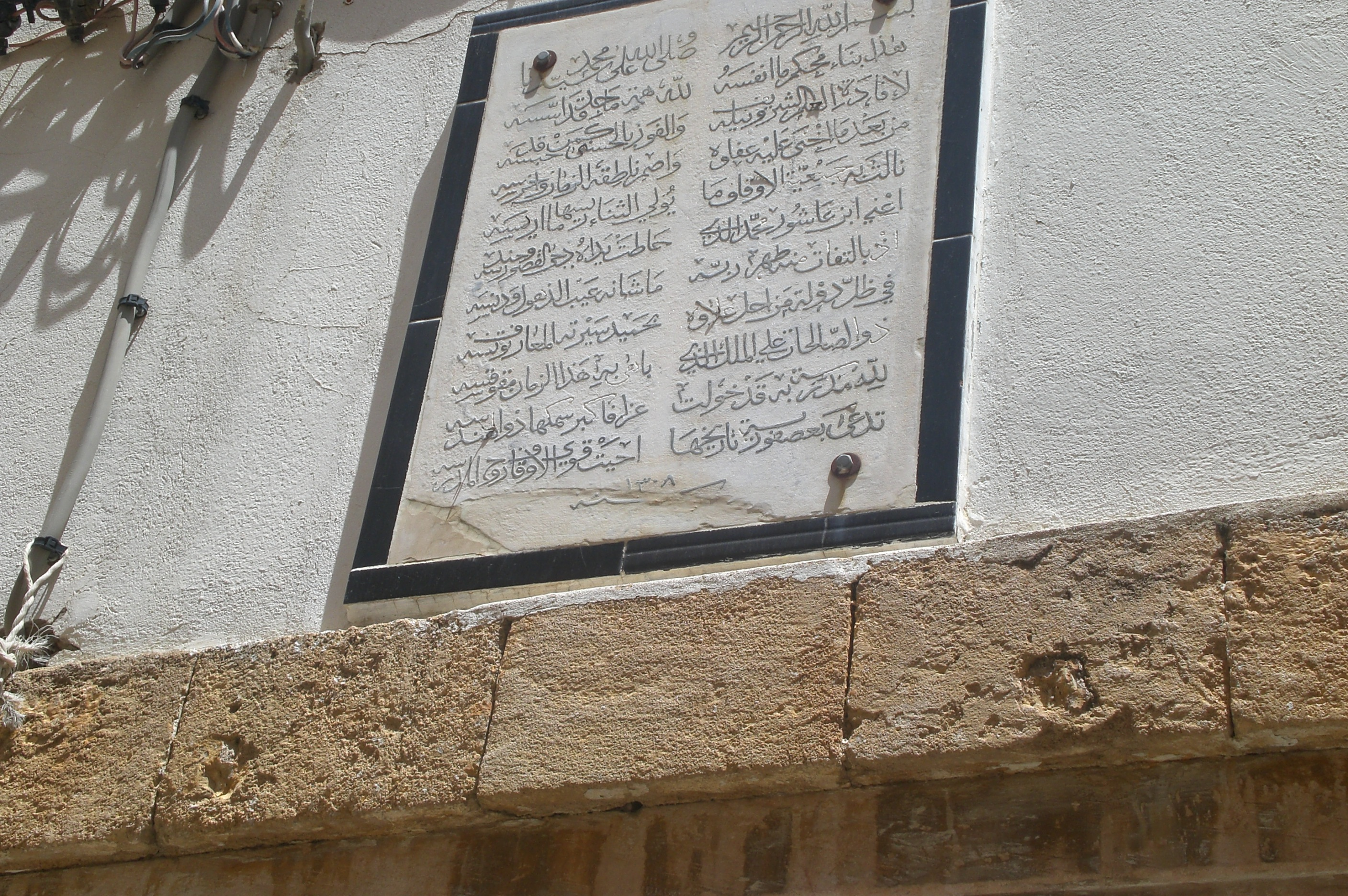
النقيشة التي تعلو مدخل المدرسة العصفورية

## وظيفتها
أصبحت المدرسة العصفورية منذ عام 1897 مدرسة لتكوين المؤدبين ، وأصبحت بالتالي يتخرج منها المؤدبون الذين يخول لهم العمل بالكتاتيب. وبعد الاستقلال عام 1956 أغلقت هذه المدرسة، ووقع ترميمها عام 2000 من قبل جمعية صيانة مدينة تونس، وهي تضم حاليا مقرات خمس جمعيات ثقافية من بينها خاصة جمعية الدراسات الدولية والجمعية التونسية للدراسات والبحوث حول التراث الفكري التونسي.